# باینوم (آلاباما)
باینوم  شهری است در ایالت آلاباما در کشور آمریکا.

## مکان
باینوم در موقعیت ۳۳°۳۶’ ۲۱،۵۴۶’’ N ۸۵°۵۷’ ۴۷،۹۰۹’’ قرار دارد.
با توجه به اطلاعات اداره آمار آمریکا مساحت آن در حدود ۸،۵ است.

## مردم‌شناسی
با توجه به آمار سال ۲۰۰۰ جمعیت آن ۱۸۶۳ نفر، ۷۳۴ خانواده در آن ساکن هستند.
تعداد ۷۷۲ واحد خانه در هر مساحت تقریبی (۹۰،۳akm²) قرار دارد.
۲۳،۷% درصد از خانواده‌های فرزند زیر ۱۸ سال داشتند که از این تعداد ۵۹،۸% درصد زوج بوده و ۱۱،۲% درصد زنان بدون شوهر و ۲۵،۵% درصد نیز غیر خانواده بودند.
متوسط درآمد یک خانواده در حدود ۴۱،۴۳۹ دلار آمریکا است و زنان درآمد متوسط ۳۲،۴۷۹ دلار آمریکا و مردان درآمد متوسط ۲۳،۴۵۲ دلار آمریکا بدست می‌آورند.